# Devriesia strelitziae
Devriesia strelitziae är en svampart som beskrevs av Arzanlou & Crous 2008. Devriesia strelitziae ingår i släktet Devriesia och familjen Teratosphaeriaceae.   Inga underarter finns listade i Catalogue of Life.